# Екибаев, Жиенбай
Жиенбай Екибаев (каз. Жиенбай Екібаев; 1888 год, Семипалатинская область, Российская империя — 7 января 1966 год) — старший чабан колхоза «Жарлы-Камыс» Абайского района Семипалатинской области, Казахская ССР. Герой Социалистического Труда (1948).
Родился в 1888 году в крестьянской семье в уезде Карааул Семипалатинской области. С 1919 года проживал в село Чингистау Чаганской волости (сегодня — Абайский район). Трудился чабаном, старшим чабаном в колхозе «Жарлы-Камас» (позднее — колхоз имени Тельмана) Абайского района.
За выдающиеся достижения в развитии овцеводства в 1947 году удостоен звания Героя Социалистического Труда указом Президиума Верховного Совета СССР от 23 июля 1948 года c вручением ордена Ленина и золотой медали «Серп и Молот».
Скончался в 1966 году.
В колхозе «Жарлы-Камас» также трудилась заведующая фермой Жумагайша Жакина, удостоенная звания Героя Социалистического Труда этим же указом.